# Mont Follick

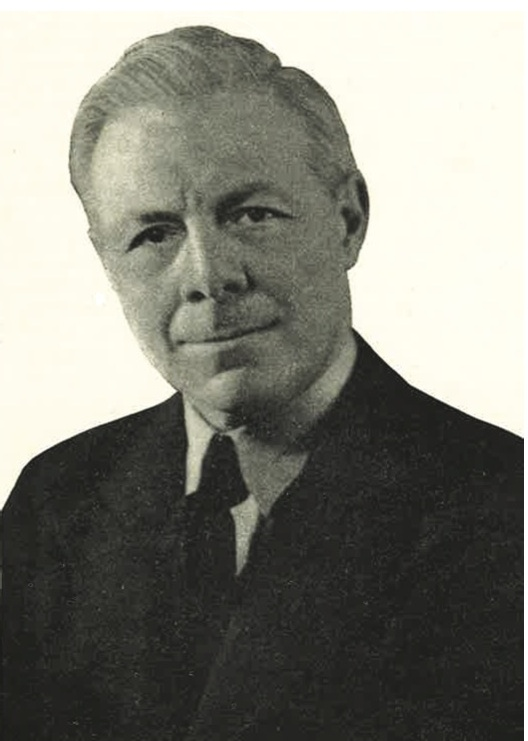
Mont Follick Miembro del Parlamento británico por Loughborough 1945-1955

Dr. Mont (Montefiore) Follick (n. 31 de diciembre de 1887 Cardiff; soltero; muerto 10 de diciembre de 1958) fue un político del Partido Laborista británico, un defensor de la reforma ortográfica británica, políglota y defensor del sistema de moneda decimal. Parlamentario británico (MP) por Loughborough de 1945 a 1955. También fue profesor de inglés en la Universidad Complutense de Madrid. Fue elegido en 1949 y de nuevo en 1952.  Introdujo propuestas en el parlamento de Reino Unido para la reforma de ortografía inglesa. También compró la sede actual del partido laborista en Loughborough en 1947.
Nacido en la capital galesa, Follick estudió en la Sorbonne, Halle (Dr. Phil) y Padua. Trabajó como secretario del Aga Khan, del Robert Philp (Premier de Queensland) y de Mulay Hafid (Sultán de Marruecos). Optó a las elecciones laboristas al parlamento británico por Ashford (1929), este de Surrey (1931) y el oeste Fulham (1935) antes de su oferta exitosa para Loughborough en 1945.
Follick fue también el fundador y propietario de le Regent School of Languages  (destruido por la acción de enemigo, pero ahora parte de la Universidad de Westminster). A su muerte,  legó sumas sustanciales para fundar y dotar la cátedra de un profesor de Filología Comparativa "en la que la reforma de la ortografía (no meramente la enseñanza de la lectura) tendría que formar una parte principal". El legado fue finalmente aceptado por la Universidad de Mánchester, por lo que existe una cátedra a su nombre en dicha universidad.
Entre sus publicaciones destacan: The Adam’s Lottery, 1919; Influence of English, 1934; Facing Facts, 1935; Efforts of Chance, 1938; English Grammar for Foreigners, (11 ediciones); y The Twelve Republics, 1952. En su libro "Facing Facts", (iniciado en 1932) Follick se anticipó a las futuras agresiones de Alemania, así como a la invasión japonesa de China. El libro comienza con las palabras "Beware Europe" [Cuidado, Europa] y termina con "You have been warned"[Has sido avisada].
Follick fue miembro de la Sociedad Fabian, FRGS, y FRSA. Fue también el inventor y patentó el sistema de enseñar geografía Geodok.